# Jan Kjærstad
Jan Kjærstad, född 6 mars 1953 i Oslo, är en norsk författare.
Kjærstad debuterade 1980 med novellsamlingen Kloden dreier stille rundt. Han har avlagt teologisk ämbetsexamen. 2001 erhöll Kjærstad Nordiska rådets litteraturpris för romanen Oppdageren (Upptäckaren), den avslutande boken i trilogin om TV-personligheten Jonas Wergeland. Kritikern Thomas Götselius skrev i Dagens Nyheter den 10 september 2010: ”Den perfekte romanförfattaren finns och han heter Jan Kjærstad och han kommer från Norge.” 

### Novellsamlingar
- 1980 – Kloden dreier stille rundt

### Romaner
- 1982 – Speil
- 1984 – Homo Falsus eller det perfekte mord
- 1987 – Det store eventyret
- 1990 – Rand
- 1993 – Forføreren
- 1996 – Eroberen
- 1999 – Oppdageren
- 2002 – Tegn til kjærlighet
- 2005 – Kongen av Europa
- 2008 – Jeg er brødrene Walker
- 2011 – Normans område
- 2015 – Slekters gang
- 2017 – Berge
- 2019 – Mr. Woolf
- 2021 – En tid for å leve

### Romaner i svensk översättning
- 1983 – Speglar, översättning av Urban Andersson
- 1985 – Homo Falsus eller Det perfekta mordet, översättning av Urban Andersson
- 1986 – ”Ormmannen”, utdrag ur romanen Det store eventyret i Dagens Nyheter, 14 december 1986, översättning av Ulf Gyllenhak
- 1991 – Rand, översättning av Urban Andersson
- 1997 – Förföraren, översättning av Oscar Hemer
- 1998 – Erövraren, översättning av Inge Knutsson
- 2001 – Upptäckaren, översättning av Inge Knutsson
- 2003 – Tecken till kärlek, översättning av Inge Knutsson
- 2006 – Kungen av Europa, översättning av Inge Knutsson
- 2009 – Jag är bröderna Walker, översättning av Inge Knutsson
- 2012 – Normans område, översättning av Inge Knutsson
- 2016 – Släkters gång, översättning av Jens Hjälte
- 2019 – Berge, översättning av Jens Hjälte

### Bilderböcker
- 1989 – Jakten på de skjulte vaffelhjertene, illustrerad av Vivian Zahl Olsen
  - 1990 – Jakten på de gömda våffelhjärtana, översättning Urban Andersson
- 1995 – Hos Sheherasad, fantasiens dronning, illustrerad av Judith Allan
- 2008 – Mirandas skattkammer
- 2012 – Stein blir kaptein

### Essäsamlingar
- 1989 – Menneskets matrise
- 1992 – Antropologens konstruksjon
- 1997 – Menneskets felt
- 2003 – Konspiratorisk skjønnhet
- 2004 – Menneskets nett
- 2007 – Kjærstads matrise: samlede essays med bonusspor
- 2013 – Menneskets vidde

## Priser och utmärkelser
- 1984 – Mads Wiel Nygaards legat
- 1984 – Kritikerpriset för Homo Falsus
- 1993 – Aschehougpriset
- 1998 – Henrik Steffens-priset (Tyskland)
- 2000 – Doblougska priset
- 2001 – Nordiska rådets litteraturpris för Upptäckaren
- 2013 – Det Norske Akademis Pris